# Universiteit van Kaapstad

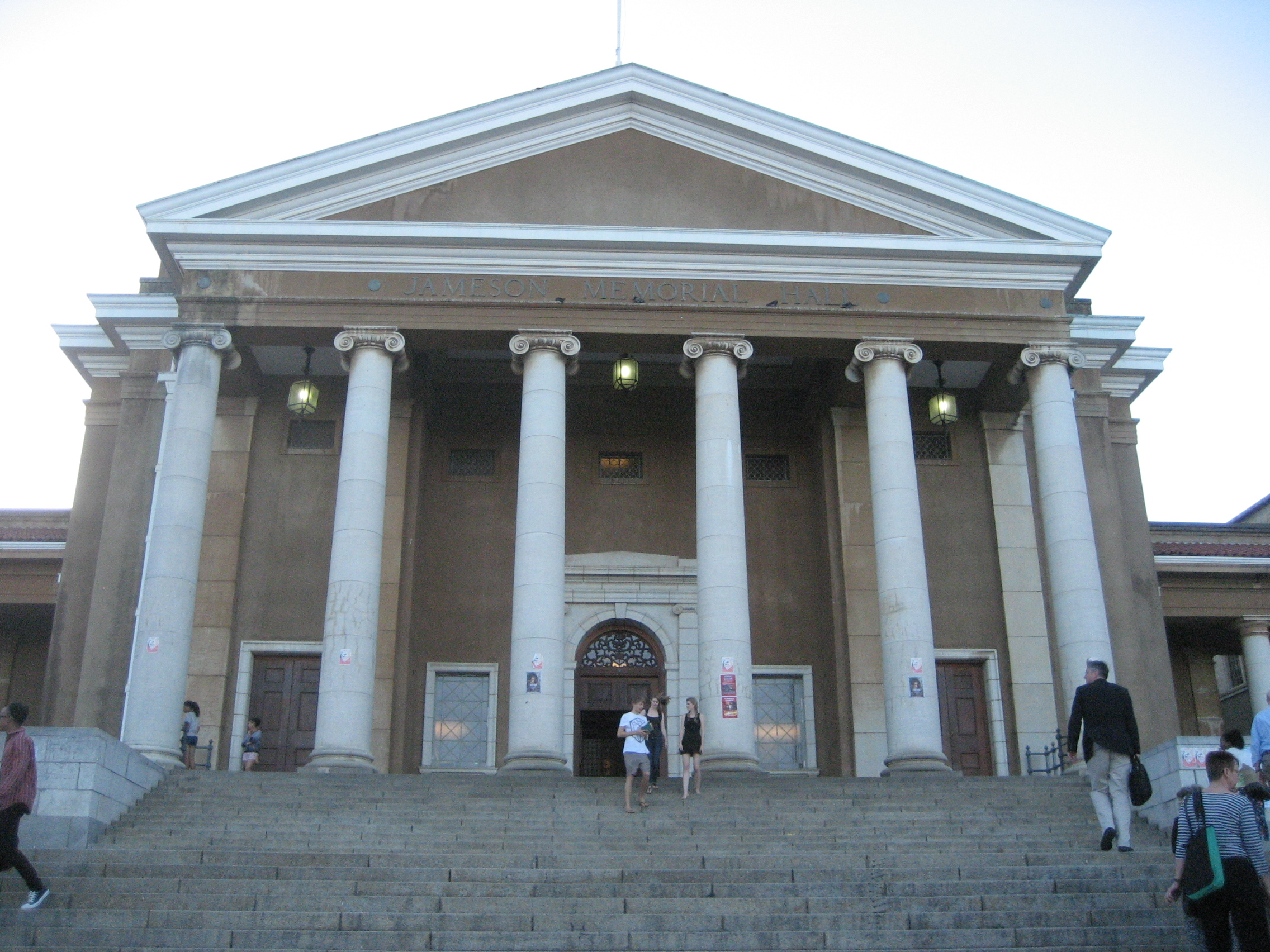
Jameson Memorial Hall, het centrum van de Universiteit van Kaapstad

De Universiteit van Kaapstad is een universiteit in Kaapstad. De universiteit werd in 1829 gesticht en is daarmee de oudste universiteit van Zuid-Afrika. De universiteit bevindt zich aan de voet van de Tafelberg.
Rond 2010 studeren er ca. 23.500 studenten, waaronder ongeveer evenveel blanke als zwarte studenten. Twintig procent van de studenten komt uit het buitenland.
In 2021 raakten de gebouwen van de universiteit zwaar beschadigd door een brand. Met name de bibliotheek werd zwaar getroffen. Enkele unieke manuscripten die deel uitmaakten van de collectie konden niet meer gered worden.

## Faculteiten
- Handel
- Techniek en gebouwde omgeving
- Gezondheidswetenschappen
- Geesteswetenschappen
- Rechtsgeleerdheid
- Natuurwetenschappen

## Verbonden

### Als (hoog)leraar
- Francis Guthrie (1831-1899), wiskundige en plantkundige
- William Henry Bell (1873-1946), componist en dirigent
- Alfred Radcliffe-Brown (1881-1955), antropoloog
- Benjamin Farrington (1891-1974), wetenschapper in de klassieken en wetenschapshistoricus
- Erik Chisholm (1904-1965), componist, dirigent en pianist
- Harry Hammond Hess (1906-1969), geoloog
- Dirk Opperman (1914-1985), dichter
- André Brink (1935-2015), schrijver

### Als (hoog)leraar en student
- Nicolaas Petrus van Wyk Louw (1906-1970), schrijver en dichter
- Frances Ames (1920-2002), neuroloog, pschychiater en mensenrechtenactivist
- Christiaan Barnard (1922-2001), hartchirurg en schrijver
- Ronald Stevenson (1928-2015), componist en pianist
- Joan Hambidge (1956), dichteres, schrijfster en literatuurcriticus
- Damon Galgut (1963), schrijver

### Als student
- Fernando Pessoa (1888-1935), dichter
- Jan Hofmeyr (1894-1948), politicus
- Max Theiler (1899-1972), winnaar Nobelprijs voor de Fysiologie of Geneeskunde (1951)
- Ralph Bunche (1903), diplomaat, winnaar van de Nobelprijs voor de Vrede (1950)
- Andries Treurnicht (1921-1993), dominee, redacteur en politicus
- Allan McLeod Cormack (1924-1998), winnaar Nobelprijs voor de Fysiologie of Geneeskunde (1979)
- Aaron Klug (1926), Nobelprijs voor de Scheikunde (1982)
- Athol Fugard (1932), schrijver
- Roger Whittaker (1936), singer-songwriter
- Breyten Breytenbach (1939), schrijver, dichter en kunstenaar
- John Maxwell Coetzee (1940), Nobelprijs voor de Literatuur (2003)
- Peter Goldblatt (1943), botanicus
- Henk van Woerden (1947), schilder en schrijver
- Marlene Dumas (1953), kunstenares
- Molefi Sefularo (1956), arts en politicus
- Ben-Erik van Wyk (1956), botanicus
- Richard E. Grant (1957), acteur
- Jonathan Shapiro (1958), cartoonist
- Mark Shuttleworth (1973), ondernemer en ruimtetoerist
- Siphiwo Ntshebe (1974), tenor
- Lindiwe Mazibuko (1980), politica

## Eredoctoraat
- Cyril Ramaphosa (1952), vakbondsleider, activist, politicus en zakenman
- Amartya Sen (1933), econoom, winnaar van de Prijs van de Zweedse Rijksbank voor economie (1998)